# Okkupation
Bei einer Okkupation oder Besetzung (je nach Kontext auch Besatzung; von lateinisch occupare ‚besetzen‘) wird in einem bevölkerten Gebiet die vorhandene Gebietshoheit durch einen externen Machthaber auf dessen Initiative durch die seinige ersetzt. Dies geschieht meist mit militärischen Mitteln wie zum Beispiel einer Invasion. Daneben wird im Völkerrecht auch die Besetzung eines herrenlosen Gebietes durch eine Staatsmacht als Okkupation bezeichnet. Bei Einsatz von militärischer Gewalt und einer dauerhaften Integration des betroffenen Territoriums in den eigenen Herrschaftsbereich wird eine Okkupation als Eroberung bezeichnet.
In jüngerer Zeit zeichnet sich eine Besetzung auch dadurch aus, dass die Okkupationsmacht völkerrechtlich nicht zur legalen Exekutive wird. Im Gegensatz zur Annexion wird das fremde Territorium jedoch nicht dem eigenen Staatsgebiet staats- und völkerrechtlich einverleibt. Es wird keine Staatshoheit nach erlangter Gebietshoheit durch externe Machthaber auf deren Initiative hin errichtet, wodurch kein Gebietszuwachs erfolgt, und es wird kein Besatzungsgebiet zu Staatsgebiet. Nach Unabhängigkeit strebende Bevölkerungsgruppen bezeichnen häufig den Staat, der ihr Territorium beherrscht, als Besatzungsmacht, auch wenn es sich dabei um keine Okkupation im juristischen Sinne handelt. Okkupanten sind analog dazu einzelne Vertreter der Besatzungsmacht oder ihre im Lande anwesende Gesamtheit.
Bei der Okkupation wird zwischen friedlicher (occupatio pacifica) und kriegerischer Besetzung (occupatio bellica) unterschieden.

## Völkerrecht

### Friedliche Okkupation
Die (friedliche) Okkupation ist nach dem Völkerrecht die Inbesitznahme eines herrenlosen Territoriums, das zuvor nicht zum Staatsgebiet der aneignenden Macht gehörte. Voraussetzung ist der erklärte Wille zur Aneignung und die effektive Ausübung der Herrschaft über das besetzte Gebiet. Zudem muss dieses Gebiet unentdeckt gewesen oder von seinem früheren Souverän aufgegeben (Dereliktion) worden sein.
Die friedliche Okkupation spielte während der Kolonialisierung und europäischen Expansion eine zentrale Rolle. Im 15. und 16. Jahrhundert wurde der Erwerb außereuropäischer Gebiete zunächst mit dem Missionsauftrag Jesu Christi und der päpstlichen Autorität begründet, wie zum Beispiel in der Papstbulle Inter caetera von 1493 oder im Vertrag von Tordesillas (1494). Seit dem 17. Jahrhundert trat demgegenüber die Theorie der terra nullius in den Vordergrund, also des herren- bzw. staatenlosen Gebiets. Dieses durfte man, wie Johann Jacob Moser 1778 formulierte, jeder europäische Souverän seiner Herrschaft unterwerfen, sofern er seine Staatsgewalt dort auch realiter durchsetzen konnte. Dies Gebiet durfte ihm dann von keiner anderen europäischen Macht strittig gemacht werden. Dies stand im Widerspruch zur gängigen Praxis des Kolonialismus, wonach die Inbesitznahme außereuropäischer Gebiete zumeist auf dem Wege über Verträge mit einheimischen Herrschern erfolgte. Da das bloße Vorhandensein außereuropäischer Herrscher die Rechtsfigur der terra nullius Lügen strafte, entwickelte man eine Theorie abgestufter Souveränität, nach der die europäischen Staaten Souveränität im vollen Wortsinne ausübten, außereuropäische Potentaten nur eingeschränkt und Nomaden jeglicher Staatlichkeit entbehrten. Noch 1884 wurde die Rechtsfiktion der terra nullius der Kongoakte zugrunde gelegt, mit der die Kolonialisierung großer Teile Afrikas durch die europäischen Mächte geregelt wurde. Ebenso lag sie der europäischen Besiedlung Australiens und dem Apartheid-Regime in Südafrika zugrunde.

### Kriegerische Okkupation
Die Haager Landkriegsordnung von 1907, ein früher Bestandteil des Kriegsvölkerrechts, begrenzt die Gewaltausübung bei der Besetzung eines feindlichen Territoriums, auch als occupatio bellica bezeichnet.
Das dadurch entstehende Rechtsregime zielt auf den Ausgleich zwischen drei sich potenziell widersprechenden Interessen: den Sicherheitsinteressen der Besatzungsmacht, den Souveränitätsinteressen des Staates, dem das besetzte Gebiet weiterhin zugehörig ist, und den Interessen von dessen Bevölkerung. Diese darf zum Gehorsam gegenüber der Besatzungsmacht genötigt werden, auch wenn de jure eine Gehorsamspflicht nicht besteht. Propaganda für den Eintritt in die eigenen Streitkräfte ist unzulässig. Durch die Besetzung ist die Besatzungsmacht für die Wohlfahrt der ansässigen Bevölkerung verantwortlich und muss sie vor Gewalthandlungen, namentlich Plünderungen schützen. Desgleichen muss sie die hinreichende Versorgung mit Lebensmitteln und medizinischen Leistungen sowie die Instandhaltung notwendiger Elemente der Infrastruktur gewährleisten. Sie hat die Rechtsordnung des besetzten Gebietes grundsätzlich unangetastet zu lassen, sofern diese nicht menschenrechtswidrig ist. Deportationen und Bevölkerungstransfers sind verboten. Diese Schutzverpflichtungen dürfen nicht durch eine Annexion des Gebiets umgangen werden. Sie sind verbindlich von dem Moment an, wo die eigenen Streitkräfte de facto eine gewisse Kontrolle über das in Frage stehende Gebiet haben, und enden mit dessen Verlust.
Die Frage, was eine kriegerische Besatzung ausmacht, fußt auf der Auslegung des Artikels 42 der Konvention. Die klassische Auslegung folgt einem dreistufigen Test und erfordert zuallererst die Präsenz von Bodentruppen des Besatzers ("boots on the ground"). Eine jüngere funktionelle Auslegung, die mit der Rechtsprechung des ICTY im Fall Duško Tadić aufgekommen ist, kennt auch eine de-facto-Besatzung, etwa mit Hilfe einer Marionettenregierung.

## Beispiele militärischer Besetzungen

### Historische Besetzungen
- Österreichisch-ungarische Besetzung des Vilâyets Bosnien im Okkupationsfeldzug 1878 (1908 annektiert als Kondominium Bosnien und Herzegowina)[4]
- Besetzung des Nordens Frankreichs bis zur Creuse durch deutsche Truppen während und nach dem Deutsch-Französischen Krieg (1870–1873). Der Friede von Frankfurt vom 10. Mai 1871 sah vor, dass die Départements Oise, Seine-et-Oise, Seine-et-Marne und Seine sowie der Befestigungen von Paris besetzt bleiben sollten, bis die Zahlung der Frankreich auferlegten Reparationen gewährleistet war.[5]
- Besetzung Nicaraguas durch US-amerikanische Streitkräfte (1912–1925) im Rahmen der Bananenkriege[6]
- Besetzung Belgiens sowie Teilen Frankreichs und des Russischen Reiches durch die Streitkräfte des Deutschen Kaiserreichs im Ersten Weltkrieg (1914 bis 1918)
- Alliierte Rheinlandbesetzung durch belgische, britische und französische Truppen (1918–1930) gemäß dem Waffenstillstand von Compiègne (1918) und dem Versailler Vertrag (1920)
- Ruhrbesetzung durch belgische und französische Truppen als Sanktion wegen deutschen Zahlungsrückständen in der Reparationsfrage (1923–1925)[7]
- Deutsche Besetzung zahlreicher Staaten Europas durch die Wehrmacht während des Zweiten Weltkriegs, darunter Belgien, Dänemark, Frankreich, Griechenland, Jugoslawien, Luxemburg, die Niederlande, Norwegen, Polen und Teile der Sowjetunion. Insbesondere in Polen wurde zudem die Wirtschaft des Landes zur Sicherung des Nahrungsmittelbedarfes der Wehrmacht hemmungslos ausgebeutet. Hans-Erich Volkmann bezeichnet dies als Okkupationswirtschaft.[8]
- Alliierte Besetzung Deutschlands und Österreichs, die in jeweils vier Besatzungszonen aufgeteilt wurden, nach dem Zweiten Weltkrieg. Die Militärregierungen der Besatzungsmächte Sowjetunion, Vereinigte Staaten, Großbritannien und Frankreich erklärten ab 1946, es handle sich um eine occupatio sui generis, auf die die Beschränkungen des Kriegsvölkerrechts keine Anwendung fänden.[9] Diese Deutung fand später Eingang in den bundesdeutschen wissenschaftlichen Diskurs.[10]
- Besetzung Japans durch US-amerikanische Truppen nach dem Zweiten Weltkrieg (1945–1951). Die Bonin-Inseln und Ryukyu wurden erst 1968 bzw. 1972 geräumt.
- Sowjetische Besetzung Afghanistans 1979–1989
- Besetzung des Irak 2003–2011 durch die Vereinigten Staaten und ihre Verbündeten

### Gegenwärtige Besetzungen
- Navassa: Seit 1857 von den USA nach dem Guano Islands Act annektierte Insel vor Haiti.
- Westjordanland: 1948 während des Palästinakrieges von Jordanien besetzt, 1950 annektiert. 1967 von Israel im Sechstagekrieg besetzt.
- Besetzung des de facto unabhängigen Tibet durch die chinesische Volksbefreiungsarmee 1950. Mit dem der damaligen tibetischen Regierung aufgezwungenen[11] Abkommen zur friedlichen Befreiung Tibets vom 24. Oktober 1951 wurde es als Autonomes Gebiet Tibet in die Volksrepublik China inkorporiert bzw. annektiert. Der völkerrechtliche Status Tibets ist umstritten.[12]
- Westpapua: 1963 von Indonesien besetzt und annektiert, im New Yorker Abkommen mit den Niederlanden legitimiert.[13]
- Golanhöhen (Syrien): 1967 von Israel im Sechstagekrieg besetzt und 1981 annektiert.
- Nordzypern: 1974 von der Türkei besetzt, lokale griechischstämmige Bevölkerung größtenteils vertrieben, gehört völkerrechtlich zur Republik Zypern.
- Westsahara: 1976 von Marokko und Mauretanien besetzt, seit 1979 von Marokko annektiert. Mauretanien zog seine Truppen 1979 wieder ab.[14]
- Georgien ist seit 2008 teilweise von Russland besetzt (Regionen Abchasien und Südossetien/Zchinwali).[15][16]
- Nordsyrien – im Zusammenhang mit dem Syrischen Bürgerkrieg seit 2016 durch mehrere türkische Militäroffensiven besetzt.
- Im russisch-ukrainischen Krieg gelang es den Streitkräften Russlands bis Juni 2022, ein Fünftel des Staatsgebiets der Ukraine zu besetzen.[17] Neben der 2014 annektierten Krim sind vor allem der Donbass und der Süden des Landes betroffen. Am 30. September 2022 proklamierte Russland völkerrechtswidrig nach dem Abhalten von Scheinreferenden die Annexion der Gebiete Donezk, Luhansk, Saporischschja und Cherson.